# Bettws-y-Crwyn
Bettws-y-Crwyn är en civil parish i Storbritannien.   Den ligger i grevskapet Shropshire i riksdelen England, i den södra delen av landet, 230 km väster om huvudstaden London. Antalet invånare är 212.